# 髙橋広 (名港海運)
髙橋 広（たかはし ひろし、1971年8月15日 - ）は、日本の実業家。名港海運代表取締役社長。愛知祝祭管弦楽団コンサート・マスター。

## 経歴
愛知県名古屋市出身。1990年東海高等学校卒業。1994年一橋大学法学部卒業。在学中は一橋大学管弦楽団で、第1ヴァイオリンを担当。1998年名港海運入社。2007年同社業務部業務企画室長。2009年同社取締役業務部長。2014年同社常務取締役。2017年同社専務取締役。2021年同社代表取締役社長、東海日中貿易センター副会長、名古屋フィルハーモニー交響楽団評議員。

## 親族
名港海運の創業家出身であり、元同社代表取締役会長の髙橋治朗は父。名港海運創業者の髙橋儀三郎は祖父。

## 趣味
趣味は古書収集で、3万冊以上の蔵書を保有。愛読書は『カラマーゾフの兄弟』。
東海学園交響楽団、一橋大学管弦楽団を経て、愛知祝祭管弦楽団コンサート・マスター・副団長、オストメール・フィルハーモニカー・コンサート・マスターなども務める。
名古屋音楽の友、名古屋マーラー音楽祭運営委員会を設立し、名古屋市文化振興事業団、愛知県文化振興事業団、日本アマチュアオーケストラ連盟、名古屋商工会議所、愛知県合唱連盟などの賛同を得て、名古屋マーラー音楽祭の開催にも尽力した。